# Bohemians/Damned Praha
Bohemians/Damned Praha byl český futsalový klub z Prahy.
Klub byl založen v roce 1993 jako CF Damned Praha. V sezóně 1995/96 se poprvé zúčastnil nejvyšší celostátní ligy. V roce 1997 byl sloučen s Bohemians CMF Praha do Bohemians/Damned Praha. Po ukončení sezóny 2000/01 prodal klub prvoligovou licence pražskému Benagu. V roce 2004 byl klub sloučen s Atlanta Žižkov Praha, v další sezóně tak nastupoval pod názvem Bohemians/Atlanta Praha. O rok později přichází na řadu další fúze, tentokráte s pražským celkem FC Boca Praha. Klub zaniká po ukončení sezóny 2009/10.
Největším úspěchem klubu byla šestiletá účast v nejvyšší soutěži (1995/96 – 2000/01).

## Historické názvy
Zdroj: 
- 1993 – CF Damned Praha
- 1997 – Bohemians/Damned Praha – sloučení s Bohemians CMF Praha
- 2004 – Bohemians/Atlanta Praha – sloučení s Atlanta Žižkov Praha
- 2005 – Boca Bohemians/Atlanta Praha – sloučení s FC Boca Praha
- 2008 – Boca Bohemians Praha

## Umístění v jednotlivých sezonách
Zdroj: 
Legenda: Z - zápasy, V - výhry, R - remízy, P - porážky, VG - vstřelené góly, OG - obdržené góly, +/- - rozdíl skóre, B - body, červené podbarvení - sestup, zelené podbarvení - postup, fialové podbarvení - reorganizace, změna skupiny či soutěže
| Česko (1993 – 2010) |                    |        |    |    |   |    |     |     |     |    |       |          |
| Sezóny              | Liga               | Úroveň | Z  | V  | R | P  | VG  | OG  | +/- | B  | P. ZČ | Play-off |
| 1993/94             | 1. pražská liga    | 2      | 22 | 17 | 3 | 2  | 70  | 24  | +46 | 37 | 1.    |          |
| 1994/95             | 2. celostátní liga | 2      | 26 | 18 | 2 | 6  | 129 | 64  | +65 | 56 | 3.    |          |
| 1995/96             | 1. celostátní liga | 1      | 30 | 11 | 2 | 17 | 93  | 125 | -32 | 35 | 10.   |          |
| 1996/97             | 1. celostátní liga | 1      | 30 | 10 | 3 | 17 | 170 | 172 | -2  | 33 | 8.    |          |
| 1997/98             | 1. celostátní liga | 1      | 30 | 12 | 5 | 13 | 97  | 110 | -13 | 41 | 9.    |          |
| 1998/99             | 1. celostátní liga | 1      | 30 | 17 | 4 | 9  | 146 | 128 | +18 | 55 | 5.    |          |
| 1999/00             | 1. celostátní liga | 1      | 26 | 9  | 3 | 14 | 103 | 119 | -16 | 30 | 11.   |          |
| 2000/01             | 1. celostátní liga | 1      | 26 | 7  | 2 | 17 | 95  | 125 | -30 | 23 | 12.   |          |
| 2001/02             | Divize – sk. Praha | 3      | 22 | 8  | 2 | 12 | 75  | 86  | -11 | 26 | 9.    |          |
| 2002/03             | Divize – sk. Praha | 3      | 22 | 11 | 2 | 9  | 83  | 90  | -7  | 35 | 5.    |          |
| 2003/04             | Pražský přebor     | 4      | 22 | 7  | 4 | 11 | 70  | 100 | -30 | 25 | 9.    |          |
| 2004/05             | Pražský přebor     | 4      | 22 | 5  | 3 | 14 | 61  | 96  | -35 | 18 | 11.   |          |
| 2005/06             | Pražský přebor     | 4      | 22 | 9  | 3 | 10 | 83  | 70  | +13 | 30 | 7.    |          |
| 2006/07             | Pražský přebor     | 4      | 22 | 13 | 5 | 4  | 89  | 56  | +33 | 44 | 2.    |          |
| 2007/08             | Pražský přebor     | 4      | 22 | 10 | 2 | 10 | 79  | 88  | -9  | 32 | 6.    |          |
| 2008/09             | Pražský přebor     | 4      | 22 | 8  | 3 | 11 | 96  | 102 | -6  | 27 | 7.    |          |
| 2009/10             | Pražský přebor     | 4      | 22 | 12 | 1 | 9  | 117 | 89  | +28 | 37 | 6.    |          |